# 휨재

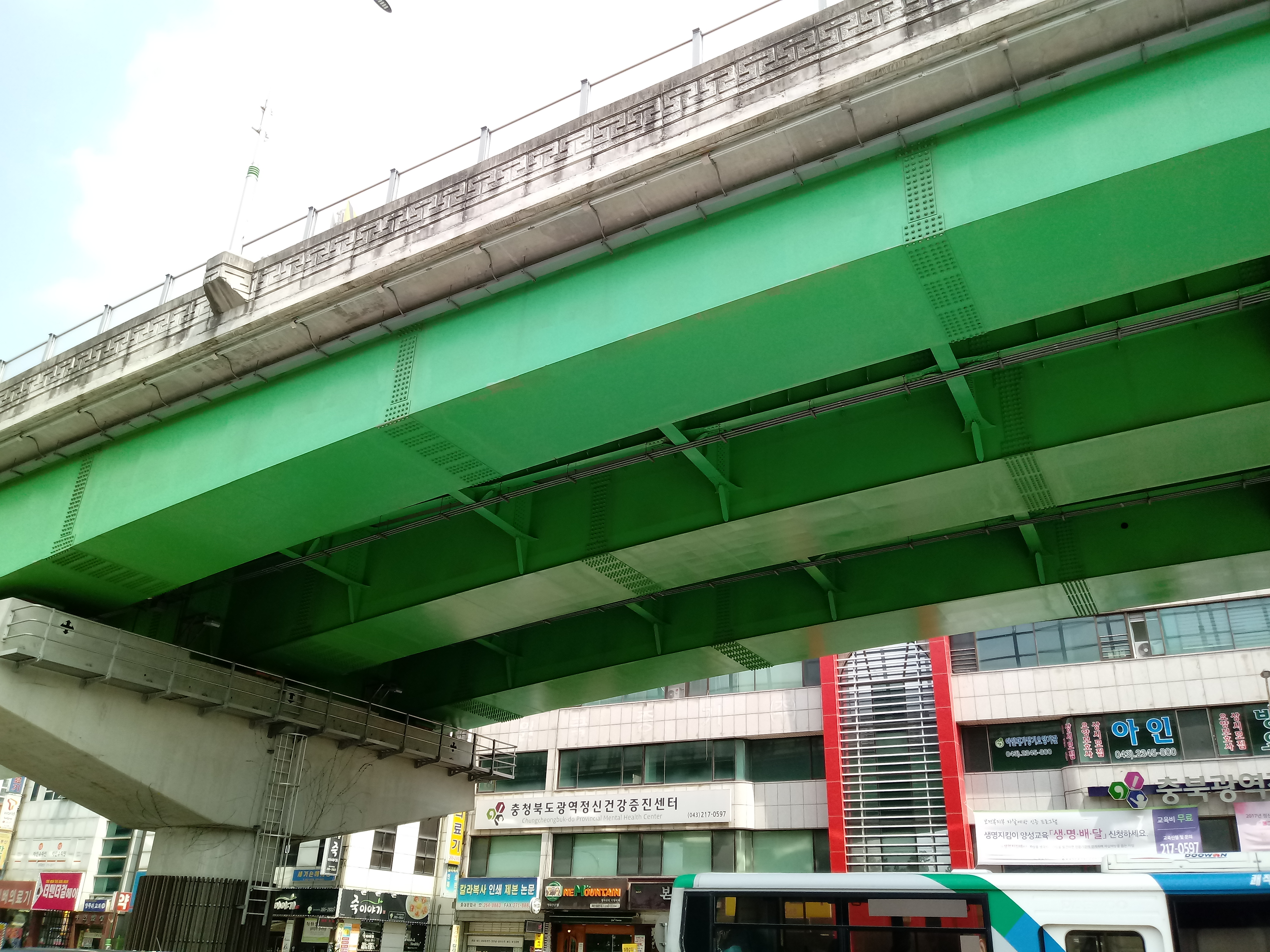
박스 거더는 휨재의 예다.

휨재란 휨과 전단을 버티는 구조 부재이다. 대표적인 예로 들보, 박스 거더가 있다. 휨재는 철근 콘크리트 혹은 강재로 만들어진다.

## 강구조 휨재의 휨변형과 휨응력
높이가 h인 강재 들보에 하중이 재하될 때, 들보는 그림에서와 같이 아래로 볼록한 형태로 휘게 된다. 이 들보의 변형률 곡선을 그리면 그림에서 두번째 행에 있는 그래프들이 나타나게 된다. 응력 곡선은 세번째 행에 있는 그래프들로 나타난다. 왼쪽부터 첫번째에 있는 변형도, 응력 그래프는 들보의 최상단과 최하단만 항복 응력에 도달한 경우를 나타낸다. 만약 연성이 큰 강재 보에 항복 모멘트 {\displaystyle M_{y}=F_{y}S}를 초과하는 휨모멘트가 작용하면 변형률은 두번째 열의 그래프처럼 증가하게 되고, 응력은 두번째 열의 그래프와 같이, 보의 최상단과 최하단만이 아닌 보의 내부까지 항복 응력 Fy에 도달한 부분이 나타나게 된다. 휨 모멘트가 계속 커지면 보 전체 단면이 항복 응력 Fy에 도달하게 되고, 이때의 변형률은 훨씬 커지게 된다.
보 전체 단면이 항복 응력 Fy에 도달한 경우의 휨강도를 소성 모멘트(plastic moment) Mp라 한다.
{\displaystyle M_{p}=F_{y}Z}
여기서 Z는 소성단면계수(mm³)이다.

### 형상계수
{\displaystyle {\frac {M_{p}}{M_{y}}}={\frac {Z}{S}}}의 비를 형상계수(Shape factor)라고 한다. 대표적인 단면의 형상계수는 다음과 같다.
- 직사각형 단면 : 1.5
- H형 단면 : 1.12 (플랜지 부분이 서로 대칭인지에 따라 달라짐)

## 강구조 휨재의 전단응력
보에 외력이 작용하면 휨모멘트와 전단력이 발생한다. 직사각형 보의 단면에서 전단응력 분포를 살펴보면 다음과 같다.

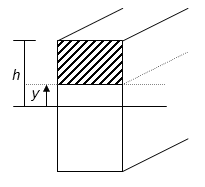
빗금 친 부분의 단면 일차 모멘트가 S_{x}이다.

보의 중립축에서 전단응력이 최대가 된다. V를 보 단면에 작용하는 전단력, A를 단면적, b를 보의 폭, Ix를 단면 이차 모멘트, Sx를 전단응력을 구하고자 하는 지점 바깥의 단면의, 중립축에 대한 단면 일차 모멘트라 할 때, 전단응력은 다음과 같다.
{\displaystyle f_{v}={\frac {VS_{x}}{I_{x}b}}}
H형강은 대부분의 전단응력을 웨브 부분이 받으므로, 위 식을 웨브 부분에만 적용해도 큰 차이가 없다.
최대 전단응력 fv,max는 다음과 같다.
{\displaystyle f_{v,max}={\frac {3}{2}}{\frac {V}{A}}}

### 전단 중심
하중을 어디에 가하는지에 따라 보에 비틀림이 생기는 양상이 달라진다. 하중을 가했을 때 비틀림이 발생하지 않는 지점을 전단중심(shear center)이라고 한다. 전단중심은 단면 형상에 따라 달라진다. 점대칭인 단면(웨브와 플랜지의 폭, 두께가 도심에 대해 대칭인 H 형강)에서는 전단중심과 도심이 일치한다. 1개의 대칭축만 있는 단면은 전단중심이 해당 대칭축 상에 있다.

## 강구조 휨재의 비틀림
강구조 건축물에서 비틀림은 주된 응력은 아니다. 하지만 휨 부재의 횡방향 안정성과 관련이 있는 특성이다. 외력이 부재의 전단중심에서 벗어나 작용하면 편심으로 인해 비틀림모멘트가 발생한다. 비틀림은 순수비틀림(pure torsion)과 뒤틀림(warping torsion)이 있다.

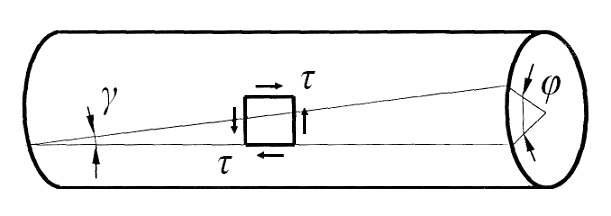
순수비틀림

순수비틀림은 단면 전체가 일정한 각변위를 일으키는 비틀림이다. 생 브낭(Saint Venant)의 비틀림이라고도 한다. 순수비틀림에 의한 단위길이당 비틀림모멘트 TS는 다음과 같다.
{\displaystyle T_{s}=GJ{\frac {d\phi }{dz}}}
G : 전단탄성계수(N/mm²)
J : 비틀림상수(torsional constant, mm4) 단면 형상에 따라 다르며 두께 t, 폭 b인 장방형 단면은 {\displaystyle J=\Sigma {\frac {b_{i}t_{i}^{3}}{3}}}으로 계산 가능)
GJ : 비틀림강성(torsional rigidity)
뒤틀림 Tw는 와그너(Wagner)의 뒤틀림이라고도 하며 H형강의 경우 다음 식으로 구한다.
{\displaystyle T_{w}=-EC_{w}{\frac {d^{3}\phi }{dz^{3}}}}
Cw : H형강 뒤틀림 상수(warping constant) {\displaystyle C_{w}={\frac {h^{2}}{4}}I_{y}}
z : 길이방향 축
최종적으로 뒤틀림이 발생하는 H형강 같은 부재의 비틀림응력은 순수비틀림, 뒤틀림에 의한 합으로 나타난다.
{\displaystyle T=T_{s}+T_{w}=GJ{\frac {d\phi }{dz}}-EC_{w}{\frac {d^{3}\phi }{dz^{3}}}}

### 횡좌굴
높이가 크고 폭이 좁은 H형강의 경우 압축측 플랜지가 횡좌굴이 생김과 동시에 비틀림이 발생한다. 이런 현상을 횡좌굴(lateral buckling), 횡-비틀림좌굴(lateral torsional buckling) 또는 휨-비틀림좌굴(bending torsional buckling)이라고 한다. 이 현상이 발생하는 휨모멘트를 탄성횡좌굴모멘트 Mcr이라 한다.
{\displaystyle M_{cr}={\sqrt {EI_{y}GJ\left({\frac {\pi }{L}}\right)^{2}+E^{2}I_{y}C_{w}\left({\frac {\pi }{L}}\right)^{4}}}}
L : 횡 지지거리(mm). 보의 비지지 길이 Lb를 말함.

## 참고 문헌
- 한국강구조학회 (2017). 《강구조설계》. 구미서관. ISBN 978-89-8225-135-1.